# Maoripria verticillata
Maoripria verticillata är en stekelart som beskrevs av Naumann 1988. Maoripria verticillata ingår i släktet Maoripria och familjen hyllhornsteklar. Inga underarter finns listade i Catalogue of Life.